# Epigelasma holochroa
Epigelasma holochroa là một loài bướm đêm trong họ Geometridae.